# North Coast Regional District
North Coast Regional District (fram till 2016 Skeena-Queen Charlotte Regional District) är ett regionalt distrikt i provinsen British Columbia i Kanada. Det ligger i västra delen av provinsen. Antalet invånare är 18 133 och ytan är 19 775 kvadratkilometer.
Följande fem kommuner finns i distriktet:
- City of Prince Rupert
- District of Port Edward
- Village of Daajing Giids
- Village of Port Clements
- Village of Masset